# Tamopsis raveni
Tamopsis raveni – gatunek pająka z rodziny Hersiliidae.
Gatunek ten został opisany w 1987 roku przez Barabarę i Martina Baehrów. Okazy z serii typowej odłowiono w Braemar State Forest.
Samce osiągają około 3,5, a samice 3,9 mm długości ciała. Prosoma brązowawa z ciemniejszymi bokami i okolicą oczu oraz białym paskiem za oczami i białymi kropkami przy brzegach bocznych i u nasady. Przód szczękoczułek czarny. 
Obszar oczny umiarkowanie nisko wyniesiony, a nadustek w ⅔ tak wysoki jak on. Przednio-środkowa para oczu dość mała, zaś tylno-boczna największa. Opistosoma biała z czarnymi brzegami lancetowatym pasem, u samca podłużno-owalna z lekko falistymi bokami, u samicy trapezowaty, znacznie szerszy niż prosoma. Na opistosomie 5 par grzbietowych dołków mięśniowych o kształcie okrągłym do owalnego. Nogogłaszczki samca z ukośną, wciętą na szczycie apofizą medialną oraz silnie wykrzywionym i wykrojonym wierzchołku apofizy bocznej.
Pająk endemiczny dla australijskiego Queensland.